# Wieża Reunion

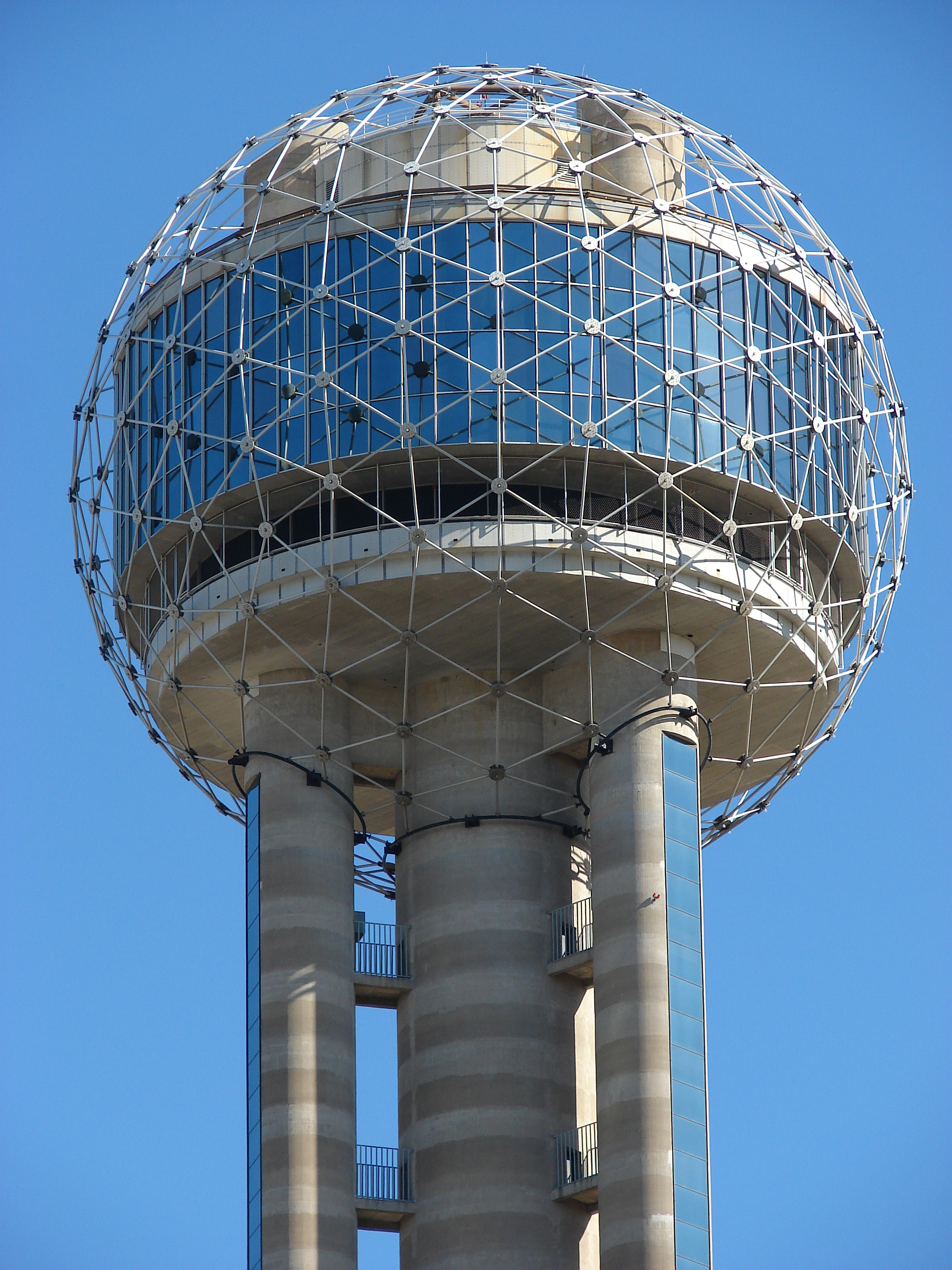
Szczyt wieży

Wieża Reunion – wieża widokowa w Dallas, w Teksasie i jeden z najbardziej rozpoznawalnych punktów orientacyjnych miasta. Położona przy 300 Reunion Boulevard w dzielnicy Reunion District, w centrum Dallas. Wieża jest częścią kompleksu hotelu Hyatt Regency i jest piętnastym pod względem wysokości budynkiem w mieście. 

## Historia
Wzniesiona została w 1978 roku przez firmę The Beck Group. W latach 2008–2009 przeszła remont o wartości 23 milionów dolarów.

## Nazwa
Swoją nazwę bierze od małej społeczności francuskich, szwajcarskich i belgijskich kolonistów, którzy osiedlili się tu w połowie XIX wieku, a społeczność nazywali „La Reunion”.

## Struktura
Konstrukcja składa się z 4 betonowych szybów, w tym jednego centralnego z klatką schodową i mechanicznymi podłogami. Trzy zewnętrzne szyby mają kształt prostokąta i mieszczą 10 wind, które przewożą gości na szczyt wieży. Nocą budynek jest oświetlony 259 dużymi lampami LED o szerokiej gamie kolorów.
Wieża posiada taras widokowy z teleskopami i interaktywnymi ekranami. Ekrany pozwalają gościom odkrywać zabytki Dallas, korzystać z kamer i poznawać słynne pokazy świetlne. Na najwyższym piętrze znajduje się obrotowa restauracja, otwarta w 2009 roku, a jej okna sięgają od podłogi do sufitu.